# Harsefeld
Harsefeld (dolnoniem. Harsfeld lub Hasfeld) – miasto (niem. Flecken) w Niemczech, w kraju związkowym Dolna Saksonia, w powiecie Stade, siedziba gminy zbiorowej Harsefeld.
W mieście od XI do XVII w. istniał klasztor benedyktynów, którego pozostałością jest kościół św. Marii i św. Bartłomieja.

## Współpraca
- Asfeld, Francja
- Feldberg, Meklemburgia-Pomorze Przednie[1]